# Prudhoe Bay

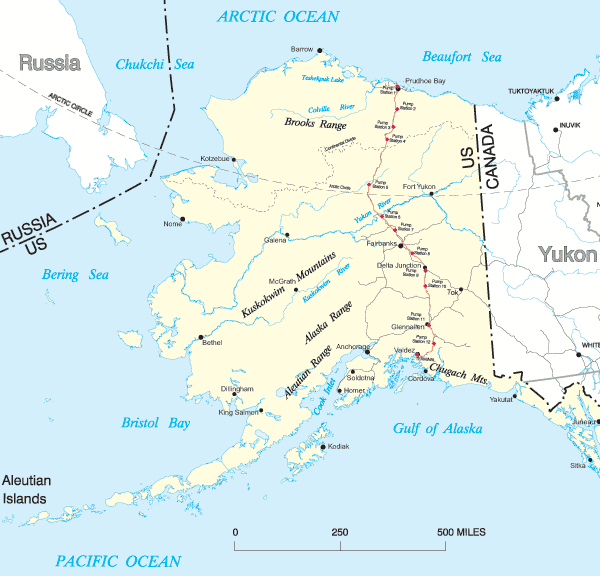
Lägeskarta

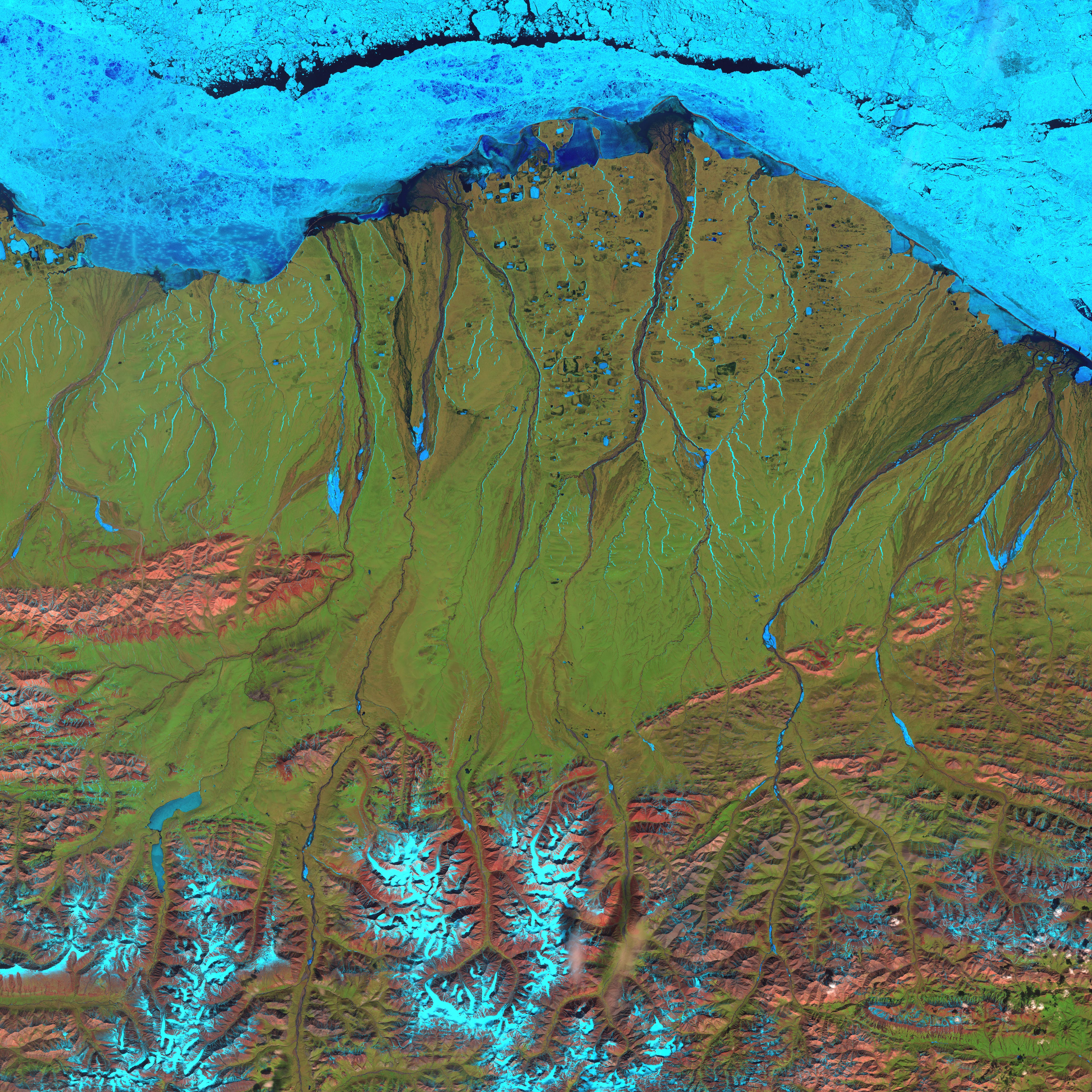
Satellitbild över området, Prudhoe Bay längst till höger

Prudhoe Bay (engelska Prudhoe Bay) är en havsvik och en liten ort i Alaska vid Norra ishavets kust. Oljefyndigheterna vid "Prudhoe Bay Oil Field" anses vara de största i Nordamerika.

## Geografi
Viken Prudhoe Bay har en diameter på ca 15,5 km och ligger vid Beauforthavet cirka 12 km nordöst om Deadhorse och ca 330 km sydöst om Barrow.
Orten Prudhoe Bay ligger vid vikens östra del och har en förvaltningsareal om ca 1.445 km² och 5 invånare .
Prudehoe Bay är startplatsen för oljeledningen Trans-Alaska Pipeline som slutar i Valdez och slutpunkten på Dalton Highway som börjar i Fairbanks.
Förvaltningsmässigt ingår orten i distriktet "North Slope Borough".
Området kring Prudhoe Bay är rik på råoljefyndigheter och "Prudhoe Bay Oil Field", ca 25 km sydväst om orten anses vara Nordamerikas största oljefyndighet .

## Historia
1826 namngav John Franklin viken under sin forskningsresa i området.
1906 fann Ernest Leffingwell olja här under sina expeditioner i området , han insåg dock att det inte skulle gå att utvinna med dåtidens teknik.
Utifrån Leffingwells studier fortsatte man att söka olja här och den 12 mars 1968 upptäcktes "Prudhoe Bay Oil Field"  och utvinningen började 1977.